# Just Évrard
Pour les articles homonymes, voir Évrard.
Just Évrard, né le 31 mai 1898 à Lens et mort le 9 février 1972 dans cette même ville, est un homme politique socialiste et résistant français.

## Biographie
Il est le fils de Florent Evrard, mineur syndicaliste et de Sophie Duhen, grand-tante maternelle de l'écrivain et poète Éric Dubois et il est élu local de la Section française de l'Internationale ouvrière (SFIO) de Lens. Son frère, Raoul, de neuf ans son aîné, est député du Pas-de-Calais de 1919 à 1936. 
Lui-même militant socialiste à partir de 1913, il passe par les Jeunesses socialistes, dont il est le secrétaire national adjoint en 1917. À partir de 1924, il est secrétaire de la section socialiste de Lens, sous la tutelle politique du maire Émile Basly. 
Pendant la Seconde Guerre mondiale, il participe à la reconstruction des structures socialistes locales, en compagnie notamment d'Emilienne Moreau, qu'il avait épousée en 1934. Il était déjà père de deux enfants, qui s'illustrent aussi dans la Résistance.
Arrêté et détenu par les Allemands de mai 1941 à avril 1942, il passe en zone sud et participe à l'action de la résistance en Haute-Savoie, dans le cadre du réseau Brutus. 
Il est membre de l'Assemblée consultative provisoire à Alger puis à Paris (novembre 1943-août 1945), délégué par la SFIO. Il est alors secrétaire national du parti pour l'Outre-Mer. 
Membre de la direction de la fédération socialiste du Pas-de-Calais à partir de 1944, membre du comité directeur du parti de 1944 à 1946, il s'oppose à Guy Mollet en soutenant la direction sortante menée par Daniel Mayer, et se retrouve mis en minorité dans son département. Il doit quitter ses responsabilités dans le parti, et se consacre pleinement à son mandat de député, acquis dès l'élection de la première constituante, et qu'il conserve sans discontinuer jusqu'en 1962. 
Partisan du soutien au retour de Charles de Gaulle en 1958, farouchement anti-communiste, il est battu par Jeannette Prin (PCF) lors des élections législatives de 1962, notamment du fait de la présence d'un candidat gaulliste qui se maintient au second tour. 
Après cette date, il quitte la vie politique.

## Détail des fonctions et des mandats
Mandats parlementaires
- 21 octobre 1945 - 10 juin 1946 : Député du Pas-de-Calais
- 2 juin 1946 - 27 novembre 1946 : Député du Pas-de-Calais
- 10 novembre 1946 - 4 juillet 1951 : Député du Pas-de-Calais
- 17 juin 1951 - 1er décembre 1955 : Député du Pas-de-Calais
- 2 janvier 1956 - 8 décembre 1958 : Député du Pas-de-Calais
- 30 novembre 1958 - 9 octobre 1962 : Député de la 11e circonscription du Pas-de-Calais

## Sources
- Notice biographique dans le Maitron par Gilles Morin, version mise en ligne le 4 mars 2009, dernière modification le 3 juillet 2009.

## Annexe